# Lyponia alternata
Lyponia alternata là một loài bọ cánh cứng trong họ Lycidae. Loài này được Pic miêu tả khoa học năm 1927.